# Fundació Catalunya-La Pedrera
La Fundació Catalunya-La Pedrera és la propietària i té la seu a la Casa Milà («La Pedrera»), declarada Patrimoni Mundial de la UNESCO i situada al Passeig de Gràcia de Barcelona, i s'ocupa de la gestió de l'espai i de la programació d'exposicions i activitats. També disposa de diversos equipaments repartits per tot el territori català, entre els quals destaquen Món Sant Benet, MónNatura Pirineus i MónNatura Delta. Va néixer l'1 de gener de 2013, fruit de la transformació en fundació especial de la Caixa d'Estalvis de Catalunya, Tarragona i Manresa i posterior fusió per absorció amb les antigues Fundació Caixa Catalunya, Tarragona i Manresa, Fundació Caixa Tarragona i Fundació Caixa Manresa.

## Història

### Constitució de CatalunyaCaixa
El 24 de març del 2010, tres caixes d'estalvis catalanes - Caixa Catalunya, Caixa Tarragona i Caixa Manresa - aproven un procés de fusió pel qual totes tres cedirien tots els seus actius a una nova caixa d'estalvis: Caixa d'Estalvis de Catalunya, Tarragona i Manresa.
La fusió es va produir en el context de la crisi financera del 2008 a Espanya, sol·licitant al FROB ajuts públics per valor de 1.250 milions d'euros per dur a terme l'operació. Inicialment, a la fusió tenia previst que se sumés Caixa Girona, però va decidir despenjar-se del procés de fusió.
La nova caixa d'estalvis va adquirir la marca comercial de CatalunyaCaixa, per la qual cosa totes les oficines i comunicacions de les antigues caixes van quedar unificades a la nova marca. El pla d'integració també preveia una retallada de 395 oficines i la reducció de la plantilla a 1.300 treballadors per mitjà de prejubilacions i baixes incentivades.

### Segregació del negoci bancari a Catalunya Banc
Un any després de la constitució de CatalunyaCaixa, el Govern espanyol va establir noves exigències per a les caixes d'estalvi, que havien de passar a gestionar la seva activitat financera de manera indirecta. En aquest context, CatalunyaCaixa va crear un banc anomenat Catalunya Banc i on va segregar el seu negoci bancari.
La nova estructura del tàndem caixa-banc quedaria de tal manera que la caixa d'estalvis s'encarregaria exclusivament de mantenir l'obra social i el patrimoni cultural, obtenint el capital necessari per fer-ho dels dividends per benefici obtinguts de Catalunya Banc, en ser la caixa la propietària del banc.
La segregació es va fer de forma transparent als clients, ja que encara que ja no fos la caixa d'estalvis la que exercia l'activitat bancària, el nou banc va decidir seguir usant la marca comercial "CatalunyaCaixa" per continuar operant, per la qual cosa no es va modificar cap element d'imatge corporativa de cara als clients minoristes.

### Nacionalització i pèrdua del control de Catalunya Banc
El 30 de setembre de 2011 finalitzava el termini establert al Decret Llei 2/2011 per a la recapitalització privada de les entitats de crèdit. Catalunya Banc no havia aconseguit el capital necessari, per la qual cosa el FROB va escometre una nova intervenció al banc. Aquesta segona intervenció va consistir en una aportació de capital de 1.718 milions d'euros, fet que va suposar a la pràctica la nacionalització de Catalunya Banc, en assolir l'agència pública una participació del 89,74% del capital del banc.
El 17 de desembre del 2012, el FROB va anunciar que es quedaria amb tot el capital de Catalunya Banc per un euro alhora que va convertir en accions ordinàries els 1.250 milions d'euros de participacions preferents de CatalunyaCaixa que va subscriure el 2010. Aquests acords van ser adoptats amb la finalitat que Catalunya Banc rebés els 9.084 milions d'euros aprovats per Brussel·les.
Aquesta situació va provocar que CatalunyaCaixa deixés de ser la propietària del banc que ella mateixa havia constituït i, per tant, perdia qualsevol control i relació amb el banc que duia el seu nom. Així mateix, la pèrdua del control sobre el banc suposava per a la caixa d'estalvis la pèrdua de la seva única font d'ingressos per mantenir la seva obra social.

### Transformació a la Fundació Catalunya-La Pedrera
A causa de la pèrdua del negoci bancari, la caixa d'estalvis, en línia amb les recomanacions de la comissió europea i el govern d'Espanya, va constituir un procés, tutelat per la Generalitat de Catalunya sota les directrius del text refós de la Llei de caixes d'estalvis de Catalunya, per la qual la caixa es transformaria en una fundació especial sota el protectorat de la Generalitat, per tal que la fundació s'encarregués de gestionar el patrimoni cultural i l'obra social que fins aquell moment desenvolupava la caixa.
Així, el 28 de desembre del 2012, va néixer la primera fundació de règim especial fruit de la transformació d'una caixa d'estalvis, a la qual es va nomenar la Fundació Catalunya-La Pedrera. Aquell mateix dia es va aprovar la carta fundacional, es va registrar la nova entitat i es va nomenar el primer patronat de la fundació. D'aquesta manera, es va assegurar el manteniment de l'obra social gràcies als recursos que genera el patrimoni, les reserves i les aportacions dels futurs mecenes de la fundació de caràcter especial. El Govern de Catalunya seria l'encarregat de gestionar l'obra social.
Des de la seva creació, la directora de la Fundació Catalunya-La Pedrera és l'economista Marta Lacambra i Puig.